# KV1
KV1  (англ. Kings' Valley № 1) — гробница фараона Рамсеса VII из XX династии Нового царства (XII век до н. э.), расположенная в египетской Долине Царей, в фиванском некрополе на западном берегу Нила, напротив Луксора.

## История исследований
Гробница была открыта и известна ещё с древности, но исследована она была лишь в 1984—1985 годах египтологом Эдвином Броком .

## Вид
Будучи типичным захоронением своего времени, гробница вытянута по прямой оси и украшена, как и другие подобные гробницы фараонов, правивших после Рамсеса III. Она состоит из четырёх основных частей: входа, прохода, погребальной камеры с саркофагом и маленькой комнаты в конце.
Рамсес VII умер на седьмом году своего правления и имеются доказательства того, что первоначальный коридор был расширен до итоговой погребальной камеры, а работы по строительству комнаты в конце гробницы были остановлены.